# Olímpia FC
Olímpia FC – brazylijski klub piłkarski z siedzibą w mieście Olímpia leżącym w stanie São Paulo.

## Osiągnięcia
- Mistrz drugiej ligi stanu São Paulo (Campeonato Paulista de Futebol - Série A2): 1990
- Mistrz trzeciej ligi stanu São Paulo (Campeonato Paulista de Futebol - Série A3): 2000, 2007

## Historia
Olímpia założona została 5 grudnia 1946 roku. W 1990 awansowała do pierwszej ligi stanu São Paulo. W 2000 klub wziął udział w nietypowej pierwszej lidze brazylijskiej, której rozgrywki odbyły się pod nazwą Copa João Havelange. Olímpia w końcowej klasyfikacji zajęła 67 miejsce na 116 klubów.
W 2008 roku Olímpia wystąpiła w trzeciej lidze stanu São Paulo (Campeonato Paulista A3).